# Stallwang
Stallwang – miejscowość i gmina w Niemczech, w kraju związkowym Bawaria, w rejencji Dolna Bawaria, w regionie Donau-Wald, w powiecie Straubing-Bogen, siedziba wspólnoty administracyjnej Stallwang. Leży w Lesie Bawarskim, około 20 km na północ od Straubingu, przy drodze B20.

## Dzielnice
W skład gminy wchodzą następujące dzielnice: Landorf, Schönstein, Stallwang, Wetzelsberg.

## Demografia
| Rok  | Liczba mieszk. |
| ---- | -------------- |
| 1970 | 1 384          |
| 1987 | 1 326          |
| 2000 | 1 337          |

## Oświata
(na 1999)

W gminie znajduje się 75 miejsc przedszkolnych (86 dzieci) oraz szkoła podstawowa (12 nauczycieli, 205 uczniów).